# Schismatoclada
Schismatoclada là một chi thực vật có hoa trong họ Thiến thảo (Rubiaceae).

## Loài
Chi Schismatoclada gồm các loài: